# Jean-Luis Jorge
Jean-Luis Jorge (* 1947 in Santiago de los Caballeros; † 13. März 2000 in Santo Domingo) war ein dominikanischer Regisseur, Drehbuchautor, Fernseh- und Showproduzent. Er wurde mit dem Film La serpiente de la luna de los piratas bekannt, bei dem er als Drehbuchautor und Regisseur fungierte. Auch bei dem nachfolgenden Film Mélodrame schrieb er das Drehbuch und führte Regie. Er arbeitete auch als Regisseur und Produzent für das Fernsehen. Am 13. März 2000 wurde er in seiner Wohnung von drei Jugendlichen ermordet.